# Liste des US Routes en Iowa
Les US Routes en Iowa font partie du réseau des US Routes. Celles-ci sont entretenues par le Iowa Department of Transportation (Iowa DOT).

## Liste
| Numéro | Longueur (mi) | Longueur (km) | Terminus sud / ouest                                          | Terminus nord / est                                       | Créée | Notes |
| ------ | ------------- | ------------- | ------------------------------------------------------------- | --------------------------------------------------------- | ----- | ----- |
| US 6   | 322,45        | 518,94        | I-480 / US 6 à la frontière du Nebraska à Council Bluffs      | I-74 / US 6 à la frontière de l'Illinois à Bettendorf     | 1931  |       |
| US 18  | 311,75        | 501,71        | US 18 à la frontière du Dakota du Sud près d'Inwood           | US 18 / WIS 60 à la frontière du Wisconsin à McGregor     | 1926  |       |
| US 20  | 300,27        | 483,24        | I-129 / US 20 / US 75 à la frontière du Nebraska à Sioux City | US 20 à la frontière de l'Illinois à Dubuque              | 1926  |       |
| US 30  | 330,86        | 532,46        | US 30 à la frontière du Nebraska à Blair, NE                  | US 30 à la frontière de l'Illinois à Clinton              | 1926  |       |
| US 34  | 269,11        | 433,09        | US 34 à la frontière du Nebraska près de Glenwood             | US 34 à la frontière de l'Illinois à Burlington           | 1926  |       |
| US 52  | 173,72        | 279,58        | US 52 / IL 64 à la frontière de l'Illinois à Sabula           | US 52 à la frontière du Minnesota près de Burr Oak        | 1935  |       |
| US 59  | 215,19        | 346,32        | US 59 à la frontière du Missouri près de Shenandoah           | US 59 à la frontière du Minnesota près de Sibley          | 1934  |       |
| US 61  | 192,66        | 310,06        | US 61 / US 136 à la frontière du Missouri à Keokuk            | US 61 / US 151 à la frontière du Wisconsin à Dubuque      | 1926  |       |
| US 63  | 237,76        | 382,63        | US 63 à la frontière du Missouri près de Bloomfield           | US 63 à la frontière du Minnesota à Chester               | 1926  |       |
| US 65  | 221,62        | 356,66        | US 65 à la frontière du Missouri à Lineville                  | US 65 à la frontière du Minnesota près de Northwood       | 1926  |       |
| US 67  | 55,28         | 88,96         | US 67 à la frontière de l'Illinois à Davenport                | US 52 / Iowa 64 près de Sabula                            | 1934  |       |
| US 69  | 227,26        | 365,74        | US 69 à la frontière du Missouri près de Lamoni               | US 69 à la frontière du Minnesota à Emmons, MN            | 1926  |       |
| US 71  | 231,33        | 372,29        | US 71 à la frontière du Missouri à Braddyville                | US 71 à la frontière du Minnesota près de Spirit Lake     | 1926  |       |
| US 75  | 80,01         | 128,76        | I-129 / US 20 / US 75 à la frontière du Nebraska à Sioux City | US 75 à la frontière du Minnesota près de Rock Rapids     | 1926  |       |
| US 77  | 0,31          | 0,51          | US 77 / US 20 Bus. à la frontière du Nebraska à Sioux City    | I-29 / US 20 Bus. à Sioux City                            | 1929  |       |
| US 136 | 3,59          | 5,78          | US 61 / US 136 à la frontière du Missouri à Keokuk            | US 136 à la frontière de l'Illinois à Keokuk              | 1951  |       |
| US 151 | 108,15        | 174,05        | I-80 près des Amana Colonies                                  | US 61 / US 151 à la frontière du Wisconsin à Dubuque      | 1938  |       |
| US 169 | 234,96        | 378,13        | US 169 à la frontière du Missouri près de Redding             | US 169 à la frontière du Minnesota près de Lakota         | 1930  |       |
| US 218 | 274,59        | 441,91        | US 61 / US 136 à Keokuk                                       | US 218 à la frontière du Minnesota à Lyle, MN             | 1926  |       |
| US 275 | 59,16         | 95,21         | US 275 à la frontière du Missouri près de Hamburg             | US 275 / N-92 à la frontière du Nebraska à Council Bluffs | 1932  |       |
|        |               |               |                                                               |                                                           |       |       |